# András Szatmári
András Szatmári (ur. 3 lutego 1993 w Budapeszcie) – węgierski szermierz, dwukrotny medalista olimpijski i wielokrotny medalista mistrzostw świata.

## Życiorys
W 2012 roku zdobył złoto drużynowo na mistrzostwach świata juniorów w Moskwie. Na rozgrywanych rok później mistrzostwach świata juniorów w Poreču zdobył srebro indywidualnie i brąz drużynowo.
Wielokrotnie zdobywał medale mistrzostw świata w drużynie, w tym złoty na mistrzostwach świata w Mediolanie (2023), srebrne na MŚ w Rio de Janeiro (2016), MŚ w Lipsku (2017), MŚ w Budapeszcie (2019) i MŚ w Kairze (2022) oraz brązowe podczas MŚ w Kazaniu (2014) i MŚ w Wuxi (2018). Zdobył również złoty medal indywidualnie na MŚ w Lipsku (2017), gdzie w finale pokonał Gu Bon-gila z Korei Południowej. Ponadto zajął drugie miejsce indywidualnie na MŚ w Budapeszcie (2019), gdzie finale przegrał z innym Koreańczykiem - Oh Sang-ukiem.
Na igrzyskach olimpijskich w Tokio Węgrzy w składzie: András Szatmári, Áron Szilágyi, Tamás Decsi i Csanád Gémesi zdobyli brązowy medal drużynowo. Na tej samej imprezie zajął 21. miejsce w rywalizacji indywidualnej. 
Wielokrotnie też zdobywał drużynowe medale mistrzostw Europy, w tym złote podczas ME w Novim Sadzie (2018) i ME w Antalyi (2022), srebrny na ME w Düsseldorfie (2019) oraz brązowe na ME w Montreux (2015) i ME w Tbilisi (2017). Był też drugi indywidualnie na ME w Płowdiwie (2023).